# Cuisine noire

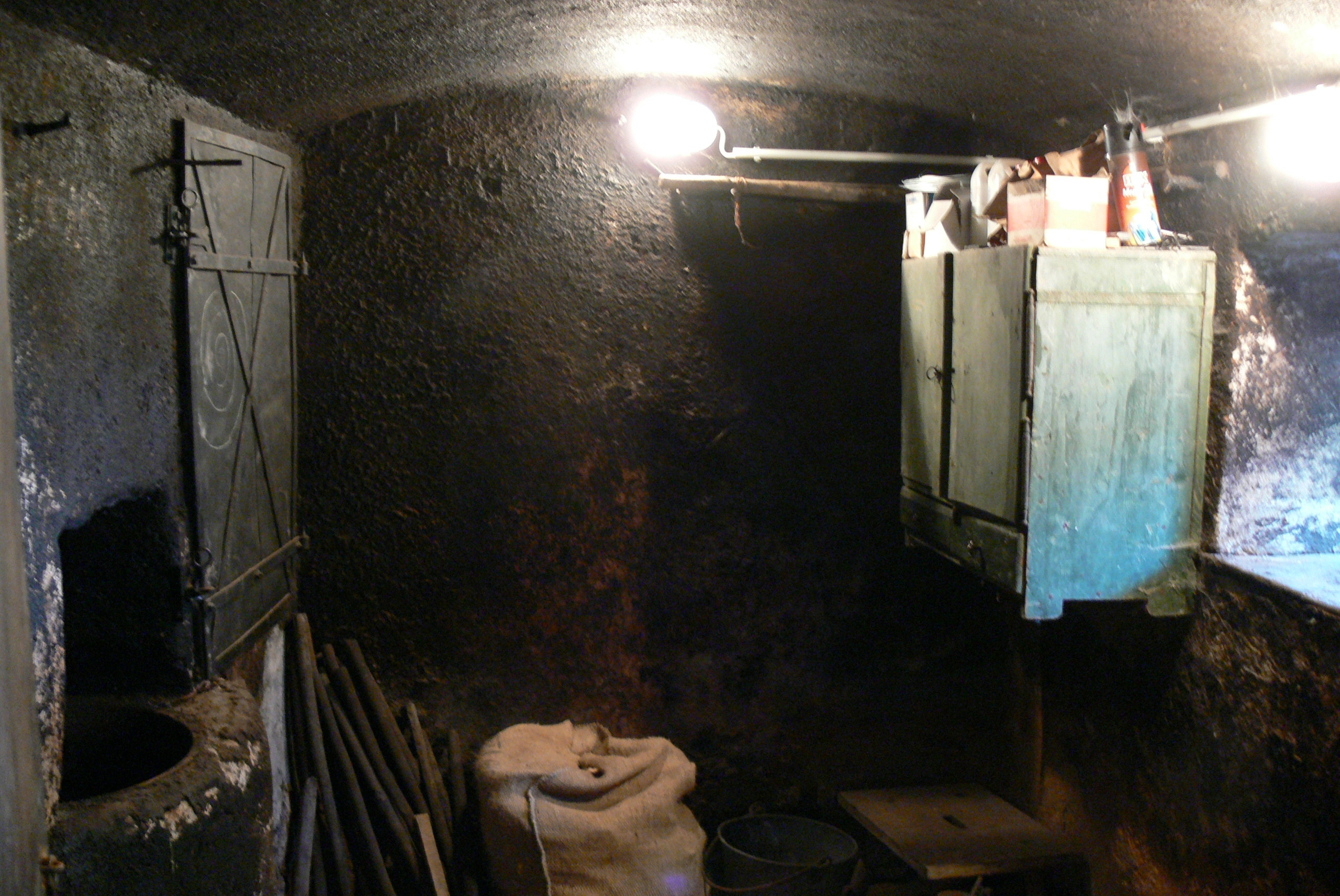
Cuisine noire,
musée Unterkagererhof, Auberg.

La cuisine dite noire, est, en Europe centrale (Tchéquie, Slovaquie, Slovénie, Allemagne…), une pièce de service de la maison, réservée à la cuisson et au chauffage, généralement accessible dès l’entrée.

## Description
Dans les châteaux, elle était à l’écart de la partie résidentielle et servait également au stockage de l’eau potable. Elle était également utile à la préparation de la nourriture du bétail ou pour faire bouillir le linge.
Son nom provient de la couleur des murs noircis par la suie des fumées s’échappant sans conduit du foyer complètement ouvert. Une bouche d’évacuation était aménagée directement dans le plafond de la pièce.
Dans le mur sous le foyer se trouvait l’ouverture par laquelle on alimentait le fourneau et le poêle de la salle principale. La cuisine noire permet non seulement de préparer les plats, mais également d’alimenter le poêle. Ici on grillait les rôtis ou on cuisait les daubes. Quelquefois même, la cheminée servait à fumer les viandes.

## Histoire
Les Romains connaissent déjà la cuisine noire, on la trouve dans les maisons patriciennes.
En Europe centrale, elles apparaissent dès la seconde moitié du XVIe siècle et se développent surtout aux XVIIIe et XIXe siècles, au moment où de nouvelles règles plus rigoureuses contre l'incendie font leur apparition. Puis, peu à peu la cuisine noire, espace « ouvert » réservé dans une salle, devient une pièce complètement séparée.

## Localisation
À l'origine, seuls les auberges, les moulins, les presbytères, les manoirs et les châteaux en sont équipés. Elles disparaîtront avec l’apparition des poêles et des cuisinières directement branchées sur les conduits d’évacuation.
En ce qui concerne ses équipements, la cuisine rurale traditionnelle est généralement très modeste, elle est équipée d’un mobilier simple sans fioritures. Pour leur fabrication, on utilise des matériaux naturels et colorés.
On peut encore voir des cuisines noires dans certaines régions de République tchèque, en Bohême et en Moravie. Certaines sont parfois encore aujourd'hui conservées dans les maisons privées traditionnelles, d’autres constituent des pièces importantes de musées, comme à Vysoký Chlumec, Kouřim ou Horní Slavkov. Celle de l’hôtel de ville de Jihlava a été restaurée. Les cuisines noires des châteaux de Křivoklát (tour Huderka), de Pecek, de Jindřichův Hradec, de Strakonice, de Stránecká Zhoř, Švihov et de Veltrusy sont également visibles.

## Chambre à feu
La cuisine noire est différente de la chambre à feu, pièce à vivre traditionnelle dans les maisons rurales françaises et suisses, jusqu'au XXe siècle.
Cette expression vient du mot « chambre », dont l'étymologie signifie « pièce fermée », et de « feu », l’« âtre », la « cheminée ». Cette expression signifie « la pièce fermée dans laquelle il y a une cheminée ».

## Galerie

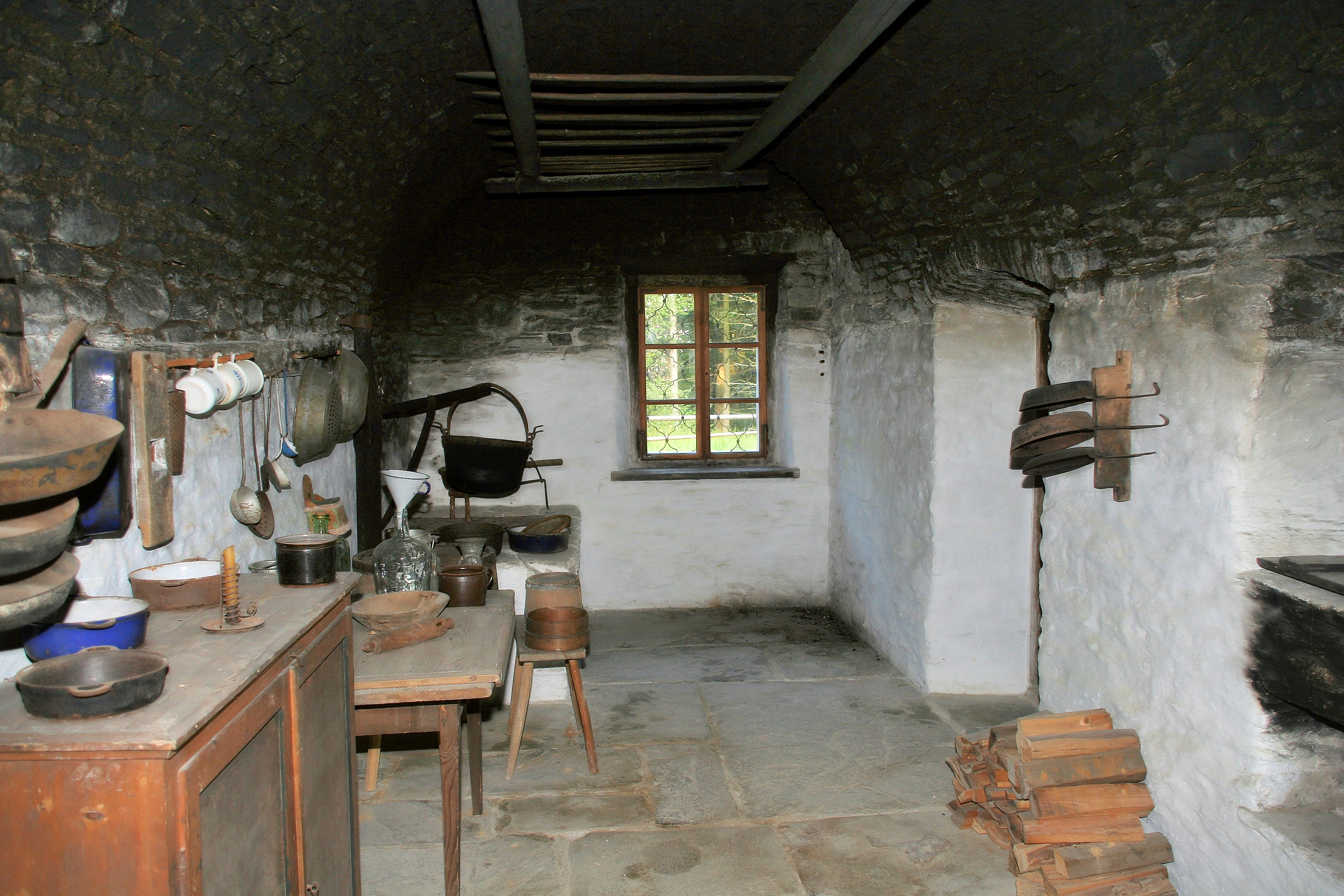
Cuisine noire, Freilichtmuseum, Salzbourg.
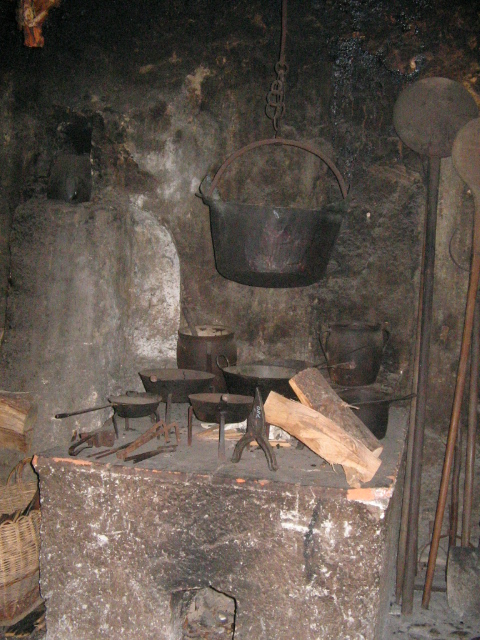
Cuisine noire, exposition Liznjekova domačija, Kranjska Gora (Slovénie).
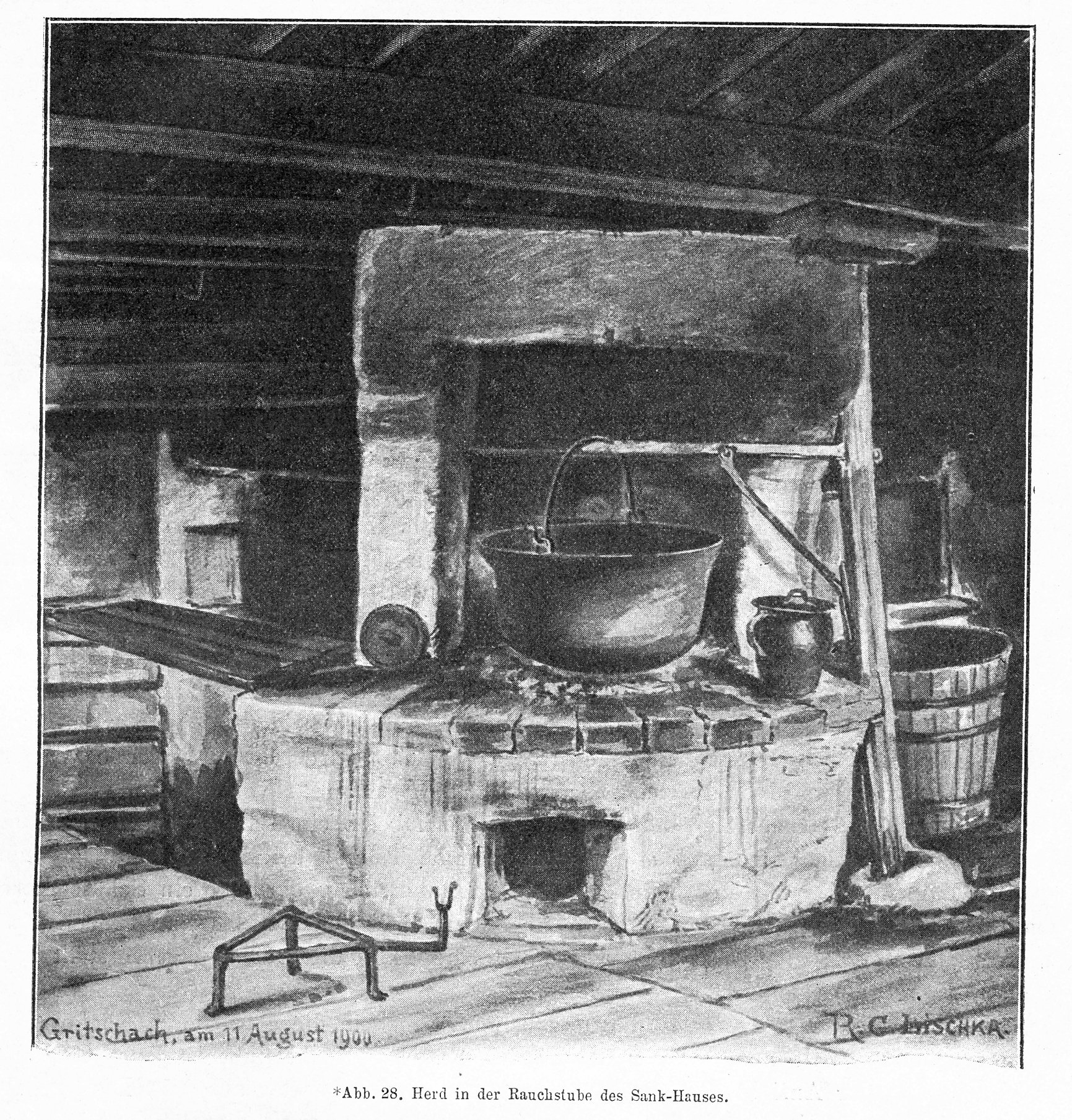
Foyer ouvert (1900) (Autriche).
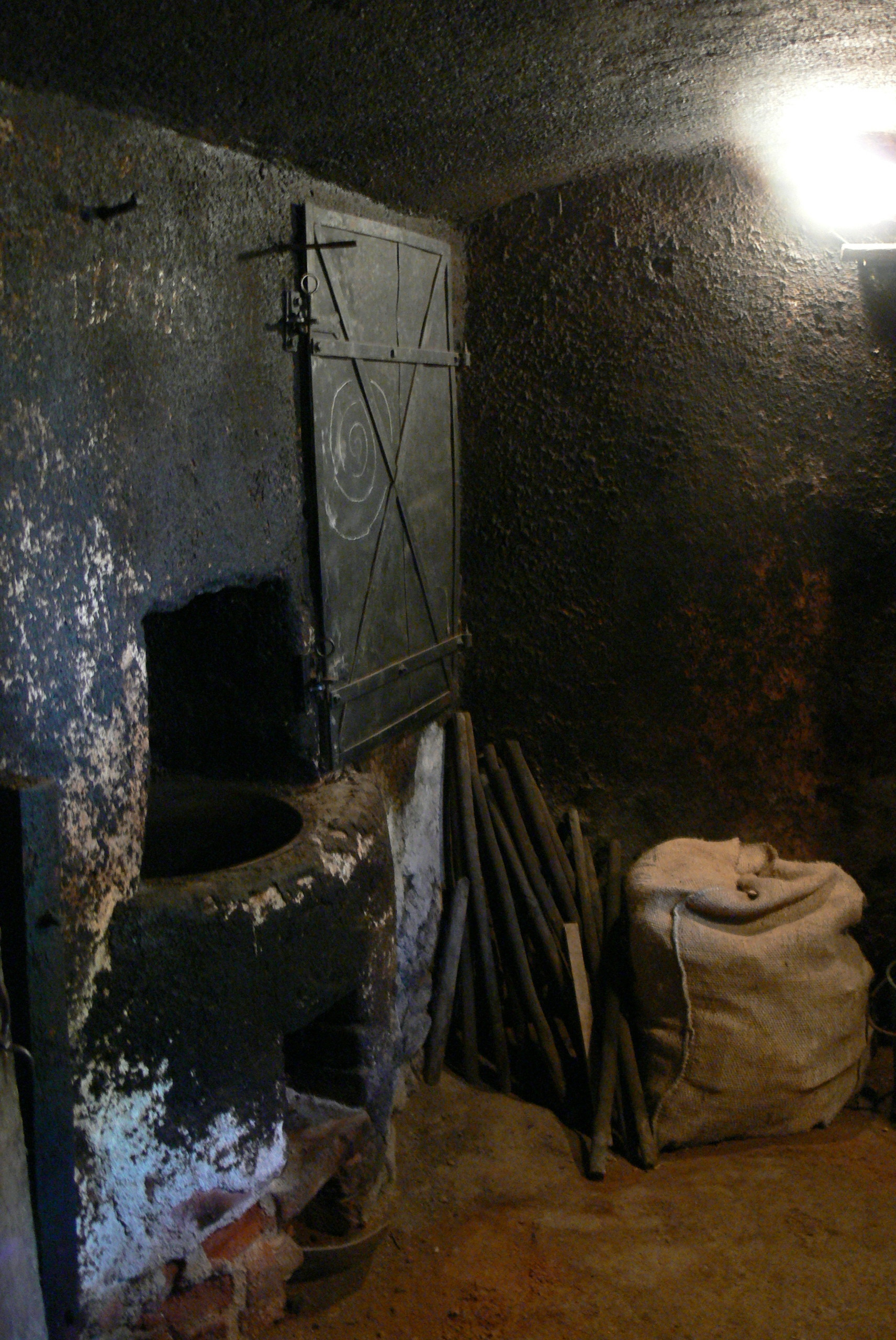
Cuisine noire Amberg (Autriche).

### Autres articles
- Cuisine (pièce)
- Potager (cuisine)